# Долгое (озеро, исток Маягастаха)
До́лгое (также Эддитурку, Эдди-Турку) — пресноводное озеро на севере Красноярского края России, располагается в юго-восточной части Таймырской низменности, к северо-западу от озера Маягастах и к югу от озера Курулушка, примерно в 148 километрах северо-западнее села Хатанга.
Зеркало озера расположено на высоте 58 метров над уровнем моря. Площадь озера — 35,4 км². Площадь водосбора составляет 136 км². Береговая линия умеренно изрезана. Водоём имеет неправильную форму, ориентированную с запада на восток. Длина около 12,1 км, максимальная ширина в восточной части — 5,1 км.
В озеро впадает несколько ручьёв (Долгий, Рыбацкий и другие). На востоке вытекает река Маягастах, несущая свои воды в соседнее озеро Маягастах, откуда на северо-востоке вытекает река Большая Балахня, относящаяся к бассейну моря Лаптевых. Имеется небольшой остров у северного берега. Берега низкие, местами заболоченные, покрытые тундровой растительностью. Обширные отмели.